# Championnats d'Europe de cyclisme sur piste juniors et espoirs
Pour l’article homonyme, voir Championnats d'Europe de cyclisme sur piste élites.
Les championnats d'Europe de cyclisme sur piste juniors et espoirs sont des compétitions de cyclisme sur piste organisées par l'Union européenne de cyclisme qui regroupe toutes les disciplines de la piste. Depuis 2001, les cyclistes issus des pays membres de l'UEC sont classés dans deux catégories : juniors (17-18 ans) et espoirs (moins de 23 ans). Des championnats d'Europe de cyclisme sur piste élites existent depuis 2010.
En 1973 à Munich et en 1974 à Varsovie, des championnats d'Europe juniors ont lieu pour les disciplines de la vitesse individuelle, de la course aux points et de la poursuite individuelle. Ils sont parfois considérés comme les précurseurs des championnats du monde sur piste juniors, car des non-européens sont également présents au départ.

## Lieux
| Année | Pays                 | Ville                                       |
| ----- | -------------------- | ------------------------------------------- |
| 1973  | Allemagne de l'Ouest | Munich                                      |
| 1974  | Pologne              | Varsovie                                    |
| 2001  | Tchéquie Italie      | Brno (espoirs) Fiorenzuola d'Arda (juniors) |
| 2002  | Allemagne            | Büttgen                                     |
| 2003  | Russie               | Moscou                                      |
| 2004  | Espagne              | Valence                                     |
| 2005  | Italie               | Fiorenzuola d'Arda                          |
| 2006  | Grèce                | Athènes                                     |
| 2007  | Allemagne            | Cottbus                                     |
| 2008  | Pologne              | Pruszków                                    |
| 2009  | Biélorussie          | Minsk                                       |
| 2010  | Russie               | Saint-Pétersbourg                           |
| 2011  | Portugal             | Anadia                                      |
| 2012  | Portugal             | Anadia                                      |
| 2013  | Portugal             | Anadia                                      |
| 2014  | Portugal             | Anadia                                      |
| 2015  | Grèce                | Athènes                                     |
| 2016  | Italie               | Montichiari                                 |
| 2017  | Portugal             | Anadia                                      |
| 2018  | Suisse               | Aigle                                       |
| 2019  | Belgique             | Gand                                        |
| 2020  | Italie               | Fiorenzuola d'Arda                          |
| 2021  | Pays-Bas             | Apeldoorn                                   |
| 2022  | Portugal             | Anadia                                      |
| 2023  | Portugal             | Anadia                                      |
| 2024  | Allemagne            | Cottbus                                     |
| 2025  | Portugal             | Anadia                                      |
| 2026  | Allemagne            | Cottbus                                     |
| 2027  | Belgique             | Heusden-Zolder                              |

## Palmarès

### Championnats juniors
| Hommes - Américaine - Course à l'élimination - Course aux points - Keirin - Kilomètre - Omnium - Poursuite individuelle - Poursuite par équipes - Scratch - Vitesse individuelle - Vitesse par équipes | Femmes - 500 mètres / Kilomètre - Américaine - Course à l'élimination - Course aux points - Keirin - Omnium - Poursuite individuelle - Poursuite par équipes - Scratch - Vitesse individuelle - Vitesse par équipes |

### Championnats espoirs (moins de 23 ans)
| Hommes - Américaine - Course à l'élimination - Course aux points - Keirin - Kilomètre - Omnium - Poursuite individuelle - Poursuite par équipes - Scratch - Vitesse individuelle - Vitesse par équipes | Femmes - 500 mètres / Kilomètre - Américaine - Course à l'élimination - Course aux points - Keirin - Omnium - Poursuite individuelle - Poursuite par équipes - Scratch - Vitesse individuelle - Vitesse par équipes |

## Tableaux des médailles
Mise à jour après l'édition 2025 (podiums juniors et espoirs inclus)

### Par pays
| Rang  | Nation          | Or  | Argent | Bronze | Total |
| ----- | --------------- | --- | ------ | ------ | ----- |
| 1     | Russie          | 162 | 134    | 123    | 419   |
| 2     | Italie          | 143 | 77     | 84     | 304   |
| 3     | Allemagne       | 128 | 134    | 116    | 378   |
| 4     | Grande-Bretagne | 119 | 104    | 93     | 316   |
| 5     | France          | 89  | 117    | 100    | 306   |
| 6     | Pays-Bas        | 55  | 63     | 74     | 192   |
| 7     | Belgique        | 44  | 56     | 54     | 154   |
| 8     | Pologne         | 42  | 76     | 85     | 203   |
| 9     | Ukraine         | 39  | 26     | 23     | 88    |
| 10    | Tchéquie        | 31  | 32     | 46     | 109   |
| 11    | Danemark        | 18  | 14     | 14     | 46    |
| 12    | Suisse          | 16  | 22     | 22     | 60    |
| 13    | Espagne         | 13  | 15     | 31     | 59    |
| 14    | Biélorussie     | 8   | 9      | 18     | 35    |
| 15    | Lituanie        | 6   | 15     | 19     | 40    |
| 16    | Portugal        | 5   | 17     | 8      | 30    |
| 17    | Irlande         | 5   | 11     | 6      | 22    |
| 18    | Autriche        | 5   | 7      | 4      | 16    |
| 19    | Grèce           | 4   | 7      | 8      | 19    |
| 20    | Lettonie        | 2   | 1      | 2      | 5     |
| 21    | Arménie         | 2   | 0      | 0      | 2     |
| 22    | Moldavie        | 1   | 2      | 1      | 4     |
| 23    | Slovénie        | 1   | 1      | 1      | 3     |
| 24    | Turquie         | 1   | 1      | 1      | 3     |
| 25    | Slovaquie       | 1   | 1      | 0      | 2     |
| 26    | Norvège         | 0   | 0      | 3      | 3     |
| 27    | Israël          | 0   | 0      | 1      | 1     |
| Total | Total           | 940 | 942    | 937    | 2819  |

### Cyclistes masculins les plus titrés
| Rang | Nation               | Or | Argent | Bronze | Total |
| ---- | -------------------- | -- | ------ | ------ | ----- |
| 1    | Matthew Walls        | 8  | 0      | 0      | 8     |
| 2    | Artur Ershov         | 7  | 3      | 0      | 10    |
| 3    | Quentin Lafargue     | 7  | 2      | 0      | 9     |
| 4    | Elia Viviani         | 7  | 1      | 2      | 10    |
| 5    | Volodymyr Dyudya     | 7  | 1      | 0      | 8     |
| 6    | Mattia Predomo       | 7  | 0      | 1      | 8     |
| 7    | Michael Seidenbecher | 6  | 2      | 5      | 13    |
| 8    | Maximilian Dörnbach  | 6  | 1      | 2      | 9     |
| 9    | Stefan Bötticher     | 6  | 0      | 0      | 6     |
| 10   | Théry Schir          | 5  | 6      | 0      | 11    |

### Cyclistes féminines les plus titrées
| Rang | Nation              | Or | Argent | Bronze | Total |
| ---- | ------------------- | -- | ------ | ------ | ----- |
| 1    | Anastasiia Voinova  | 15 | 2      | 1      | 18    |
| 2    | Letizia Paternoster | 14 | 0      | 1      | 15    |
| 3    | Vittoria Guazzini   | 9  | 2      | 0      | 11    |
| 4    | Chiara Consonni     | 9  | 0      | 0      | 9     |
| 5    | Elis Ligtlee        | 8  | 5      | 7      | 20    |
| 6    | Sandie Clair        | 8  | 2      | 3      | 13    |
| 7    | Lyubov Shulika      | 8  | 2      | 2      | 12    |
| 7    | Yana Tyshchenko     | 8  | 2      | 2      | 12    |
| 9    | Alina Lysenko       | 8  | 1      | 0      | 9     |
| 10   | Elisa Balsamo       | 8  | 0      | 2      | 10    |